# 朔州东站
朔州东站位于中华人民共和国山西省朔州市朔城区贾庄乡里林庄村西，是大西客运专线上的一个重要站点，距朔州市区约10公里。朔州东站隶属于中国铁路太原局集团朔州车务段管辖，2024年12月31日正式建成通车。